# Everybody's My Friend
«Everybody's My Friend» —en castellano: «Todo el mundo es mi amigo»— es una canción interpretada por la banda estadounidense de rock progresivo Kansas.  Fue compuesta por John y Dino Elefante.  Se encuentra originalmente en el álbum Drastic Measures, publicado en 1983 por CBS Associated Records.

## Publicación y recibimiento
Este tema fue lanzado en 1983 como el segundo y último sencillo de Drastic Measures y fue producido por Kansas y Neil Kernon.  La cara B del vinilo numera la melodía «End of the Age» —traducido del inglés: «Fin de la era»—, la cual fue escrita por Kerry Livgren.
Aunque no consiguió ubicarse entre los 100 mejores temas del Billboard Hot 100, «Everybody's My Friend» se posicionó en el 34.° puesto de la lista Mainstream Rock Tracks en 1983.

## Crítica
Según el editor de Allmusic William Ruhlmann, este tema muestra un poco de desconcierto por parte de John Elefante, y que esta actitud se debió a la nueva atención del público.

## Edición promocional
En 1983 se publicó una versión de promoción de «Everybody's My Friend». Dicha edición incluía la canción «Mainstream» —«Corriente principal» en español— en el lado B del sencillo.

## Lista de canciones

### Versión comercial de siete pulgadas
| Lado A |                         |                               |          |  |
| N.º    | Título                  | Escritor(es)                  | Duración |  |
| 1.     | «Everybody's My Friend» | John Elefante / Dino Elefante | 4:09     |  |

| Lado B |                  |               |          |  |
| N.º    | Título           | Escritor(es)  | Duración |  |
| 2.     | «End of the Age» | Kerry Livgren | 4:33     |  |
| 8:42   |                  |               |          |  |

### Versión promocional de doce pulgadas
| Lado A |                         |                           |          |  |
| N.º    | Título                  | Escritor(es)              | Duración |  |
| 1.     | «Everybody's My Friend» | J. Elefante / D. Elefante | 4:09     |  |

| Lado B |              |               |          |  |
| N.º    | Título       | Escritor(es)  | Duración |  |
| 2.     | «Mainstream» | Kerry Livgren | 6:36     |  |
| 10:45  |              |               |          |  |

## Créditos
- John Elefante — voz y teclados
- Kerry Livgren — guitarra y teclados
- Rich Williams — guitarra
- Dave Hope — bajo
- Phil Ehart — batería

## Listas
| Año  | País           | Lista                            | Posición máxima |
| ---- | -------------- | -------------------------------- | --------------- |
| 1983 | Estados Unidos | Billboard Mainstream Rock Tracks | 34.°            |